# Gregory Ratoff
Gregory Ratoff (nato Grigorij Vasil'evič Ratov; in russo Григорий Васильевич Ратов?); Samara, 20 aprile 1897 – Soletta, 14 dicembre 1960) è stato un attore, regista, sceneggiatore, produttore cinematografico, produttore teatrale e impresario teatrale russo naturalizzato statunitense.
Come attore è ricordato principalmente per la sua interpretazione nel film Eva contro Eva (1950), nel ruolo del produttore Max Fabian.

## Biografia
Nato a Samara (Russia) da genitori ebrei, dovette sospendere gli studi di legge a San Pietroburgo per combattere durante la prima guerra mondiale con l'esercito russo, e in seguito li abbandonò per trasferirsi nella capitale e lavorare al teatro d'arte di Mosca.
Dopo aver lasciato il suo Paese in seguito alla rivoluzione bolscevica, raggiunse prima Parigi e in seguito si trasferì negli Stati Uniti, dove venne scoperto dall'impresario americano Lee Shubert e lavorò a New York nel teatro Yiddish e a Broadway sia come produttore sia come regista. All'inizio degli anni trenta si trasferì a Hollywood, dove ottenne subito un grande successo come attore, specializzandosi in parti di esuberanti personaggi europei, stravaganti registi o produttori dal forte accento straniero, come nella commedia A che prezzo Hollywood? (1932) di George Cukor. Recitò in numerosi popolari film degli anni trenta, come Melodie della vita (1932) di Gregory La Cava, Non sono un angelo (1933) accanto a Mae West, Le vie della gloria (1936) di Howard Hawks, e altri di minor pregio ma che riscattava con la sua sola presenza.
Dal 1936 passò dietro la macchina da presa, dimostrando buone capacità in vari generi e in film di routine, ma anche in prodotti più complessi. Diresse Ingrid Bergman nel suo primo film americano, il delicato Intermezzo (1939), e Douglas Fairbanks Jr. in un doppio spavaldo ruolo nell'avventuroso I vendicatori (1941). Ratoff riuscì anche a ottenere grandi interpretazioni da attori di estroversa personalità come lui: diresse Peter Lorre in La spia dei lancieri (1937), Erich Von Stroheim in I Was an Adventuress (1940) e Orson Welles in Cagliostro (1949). Negli anni cinquanta apparve ancora come attore in numerosi film, fra i quali Eva contro Eva (1950), in cui diede una delle sue migliori interpretazioni nel ruolo dell'eccentrico produttore teatrale Max Fabian.
Morì nel 1960 in Svizzera a causa di un cancro; la sua salma fu riportata negli Stati Uniti. È sepolto nel Cimitero ebraico di Mount Hebron, New York.

## Filmografia

### Regista
- Sins of Man, co-regia con Otto Brower (1936)
- La spia dei lancieri (Lancer Spy) (1937)
- Intermezzo (Intermezzo: A Love Story) (1939)
- Moglie di giorno (Day-Time Wife) (1939)
- La rosa di Washington (Rose of Washington) (1939)
- I Was an Adventuress (1940)
- La famiglia Stoddard (Adam Had Four Sons) (1941)
- I vendicatori (The Corsican Brothers) (1941)
- Two Yanks in Trinidad (1942)
- Song of Russia (1943)
- Nasce una stella (Something to Shout About) (1943)
- The Heat's On (1943)
- A Parigi nell'ombra (Paris Underground) (1945)
- La parata dell'impossibile (Where Do We Go from Here?) (1945)
- Ogni donna ha il suo fascino (Do You Love Me) (1946)
- Carnevale in Costarica (Carnival in Costa Rica) (1947)
- Rose tragiche (Moss Rose) (1947)
- Cagliostro (Black Magic) (1949)
- Tramonto d'amore (That Dangerous Age) (1949)
- Mia figlia Joy (My Daughter Joy) (1950)
- Taxi (1953)
- Il letto del re (Abdulla the Great) (1955)
- Ancora una domanda, Oscar Wilde! (Oscar Wilde) (1960)

### Attore
- Dubrowsky, der Räuber Ataman, regia di Pyotr Chardynin (1921)
- Melodie della vita (Symphony of Six Million), regia di Gregory La Cava (1932)
- A che prezzo Hollywood? (What Price Hollywood?), regia di George Cukor (1932)
- Skyscraper Souls, regia di Edgar Selwyn (1932)
- Once in a Lifetime regia di Russell Mack (1932)
- Figli di lusso (Sweepings), regia di John Cromwell (1933)
- Professional Sweetheart, regia di William A. Seiter (1933)
- Il paradiso delle stelle (George White's Scandals), regia di Thornton Freeland, Harry Lachman, George White (1934)
- Non sono un angelo (I'm No Angel) di Wesley Ruggles (1933)
- Falling in Love, regia di Monty Banks (1935)
- Here Comes Trouble, regia di Lewis Seiler (1936)
- Radiofollie (Sing, Baby, Sing), regia di Sidney Lanfield (1936)
- Sotto due bandiere (Under Two Flags), regia di Frank Lloyd (1936)
- Schiavo della tua malia (Under Your Spell), regia di Otto Preminger (1936)
- Le vie della gloria (The Road to Glory), regia di Howard Hawks (1936)
- Settimo cielo (Seventh Heaven), regia di Henry King (1937)
- L'inferno del jazz (Top of the Town), regia di Ralph Murphy (1937)
- Caffè Metropole (Café Metropole), regia di Edward H. Griffith (1937)
- Sally, Irene and Mary di William A. Seiter (1938)
- Gateway, regia di Alfred L. Werker (1938)
- The Great Profile, regia di Walter Lang (1940)
- Eva contro Eva (All About Eve), regia di Joseph L. Mankiewicz (1950)
- La giostra umana (O. Henry's Full House), regia di Jean Negulesco (1952)
- La vergine sotto il tetto (The Moon Is Blue), regia di Otto Preminger (1953)
- Il letto del re (Abdulla the Great), regia di Gregory Ratoff (1955)
- Il sole sorgerà ancora (The Sun Also Rises), regia di Henry King (1957)
- Exodus, regia di Otto Preminger (1960)
- Ancora una volta con sentimento (Once More, with Feeling!), regia di Stanley Donen (1960)
- Il grosso rischio (The Big Gamble), regia di Richard Fleischer, Elmo Williams (1960)

## Doppiatori italiani
- Mario Besesti in Eva contro Eva
- Amilcare Pettinelli in La vergine sotto il tetto
- Luigi Pavese in Ancora una volta con sentimento
- Giorgio Capecchi in Exodus